# Kirk (cráter)

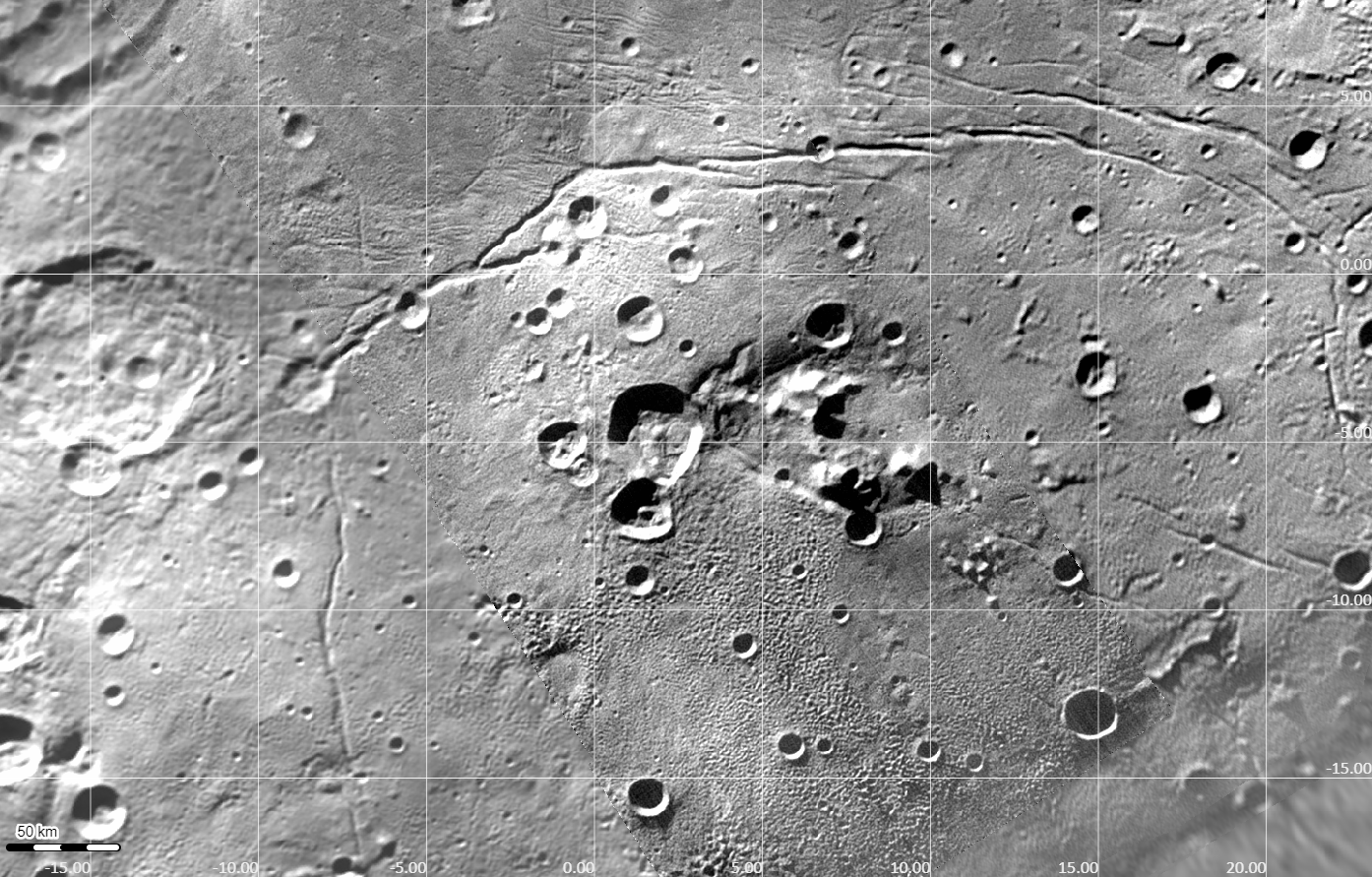
El cráter Kirk es el que está en el centro de esta imagen.

Kirk es el nombre no oficial dado a un pequeño cráter existente en Caronte, la luna más grande del planeta enano Plutón, descubierto en 2015 por la sonda espacial New Horizons, durante su sobrevuelo de Plutón y sus lunas. Lleva el nombre del personaje capitán Kirk, personaje ficticio de la franquicia de medios Star Trek.
El cráter está ubicado en el hemisferio sur, justo al sur del ecuador y justo al este del meridiano principal, cerca de Clarke Montes, en una región que los astrónomos han llamado Vulcan Planum.
El suelo del cráter Kirk está cubierto de pequeños montículos denominados hummocks, que pueden proporcionar evidencia de cómo fluyó el hielo.